# James Rhyne Killian
James Rhyne Killian, Jr. (Blacksburg, 24 de julho de 1904 — Cambridge, 29 de janeiro de 1988) foi um engenheiro estadunidense.
Foi o 10º presidente do Instituto de Tecnologia de Massachusetts, de 1948 a 1959.